# Kígyászkeselyű
A kígyászkeselyű (Sagittarius serpentarius) a madarak osztályán és a vágómadár-alakúak (Accipitriformes) rendjén belül a kígyászkeselyű-félék (Sagittariidae) családjának és a Sagittarius nemnek az egyetlen képviselője. Szudán nemzeti madara.

## Rendszertani besorolása

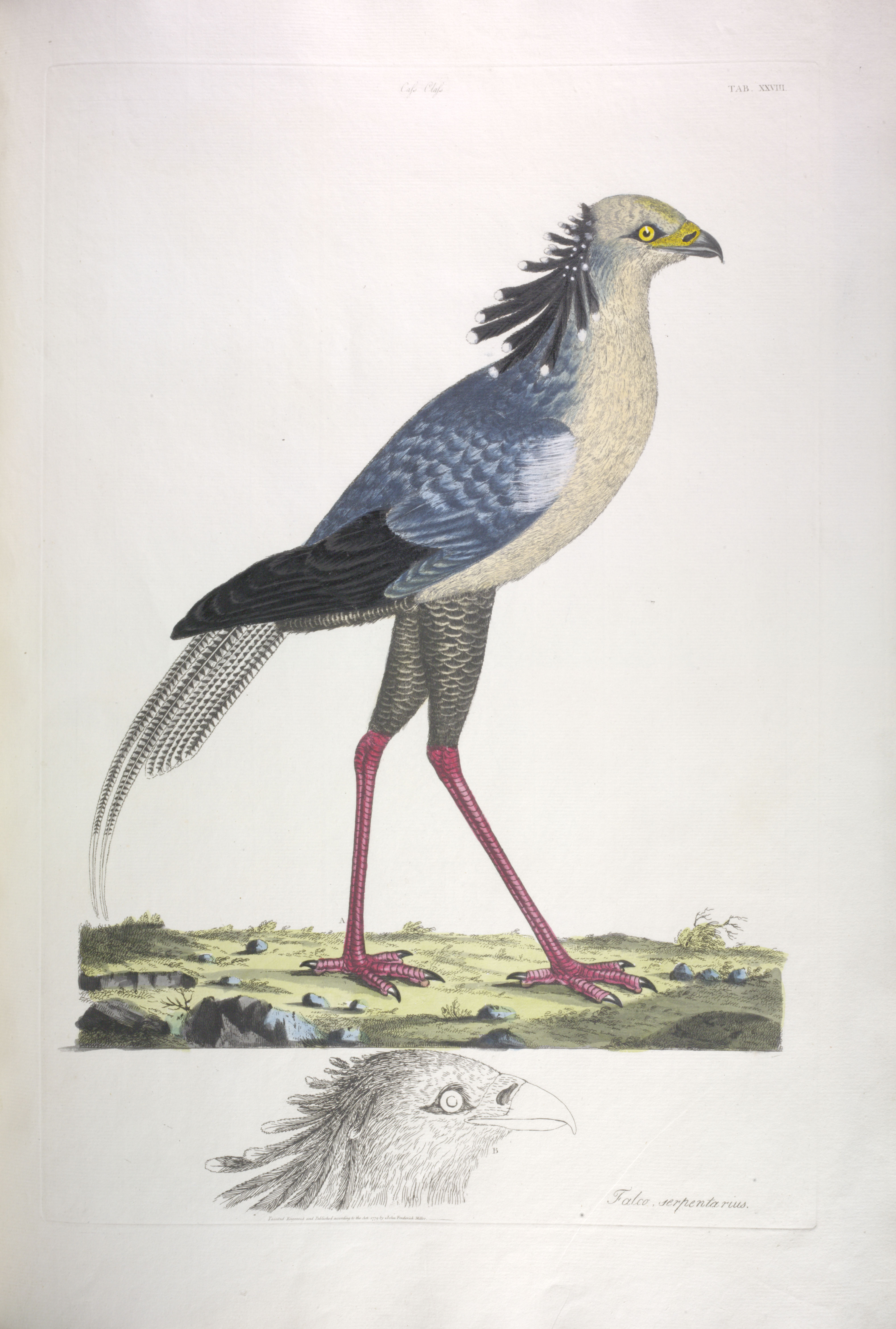

Lábának sajátos felépítése és kromoszómaszerkezete alapján a kígyászkeselyűt önálló családba sorolják, de csőrének alkata és nászrepülése mégis a vágómadáralkatúak többi tagjához hasonlóvá teszi. Egyes korábbi vélemények szerint közeli rokonságban áll az újvilági kariámákkal vagy az óvilági darvakkal és túzokokkal – ennek oka azonban valószínűleg csak a hasonló szárazföldi életmódból adódó konvergens morfológiai hasonlóság. Bár napjainkban a családnak csak egyetlen faja él, fosszilis leletek további 2 faj egykori meglétéi bizonyítják. Ezek rövidebb lábúak voltak; maradványaik a mai Franciaország oligocén és miocén kori üledékeiből kerültek elő, mintegy 20 millió évvel ezelőtt élhettek.

## Előfordulása
Afrika középső és déli részén él, nyílt szavannákon és füves pusztákon is megtalálható, nem kedveli a magas füvet és az erdőket.

## Megjelenése
Hossza 125-150 centiméter, testtömege 3,4–4 kg. Lába gólyaszerű, hosszú, piros csüddel, szárnyfesztávolsága 2,1 m. 
Nyakszirtjén hosszú fekete dísztollak vannak. Csupasz arca, hosszú nyaka és hosszú, erős lábai vannak. Szárnyai vége és csüdje fekete, a madár többi részét kékesszürke színű tollak borítják, hasoldala fehéres.
Kampós csőre és az azt körülvevő viaszhártya világosszürke színű. A szem körüli csupasz arcbőr vörös.
A fiatalok az öregekhez hasonlóak, de tollazatuk barnásabb árnyalatú; a fehér alsó szárnyfedők és alsó farkfedők szürkén haránt csíkozottak; csupasz arcfoltjuk inkább halvány narancssárgás. Szemük barna, de némelyik öreg példánynál előbb szürke majd sárga lesz.
Tarkójának ritkán álló, megnyúlt, fekete tollai egy 19. századbeli titkár pennájára hasonlítanak – innen ered másik elnevezése, a „titkármadár", sőt igen sok nyelvben a mai napig így hívják (angolul: Secretarybird, németül: Sekretär, franciául: Secrétaire)
|  |  |

## Életmódja
Bár a kígyászkeselyű ideje nagy részét a talajon tölti, amellett kitűnően repül, gyakran gólyamódra köröz, előrenyújtott nyakkal és hátranyújtott hosszú lábbal. Nászrepülése is látványos. Eközben ingaszerűen hintázva, hullámvonalban repül: felfelé lendületesen előrelódul, majd a hullámvonal csúcsán finoman lefelé fordul, és meredek pályán zuhan alá - aztán újra felfelé lendül, és megismétli a műveletet. Mindezt mély korrogó hanggal kíséri.
Röptükben két meghosszabbodott középső faroktolluk messze túlnyúlik lábukon.
A többi ragadozómadártól eltérő vadászati stratégiát fejlesztett ki, sétálva, futva keresi áldozatát, a megtalálás után rálép, vagy szárnyáival leszorítja, csőrével öli meg, vagy addig rugdossa, amíg el nem pusztul. Ezzel a módszerrel veszélyes kígyókat, kobrákat és viperákat is elpusztít. A kígyókon kívül rágcsálókat, madarakat, gyíkokat, békákat és rovarokat is zsákmányol.
|  |  |

## Szaporodása

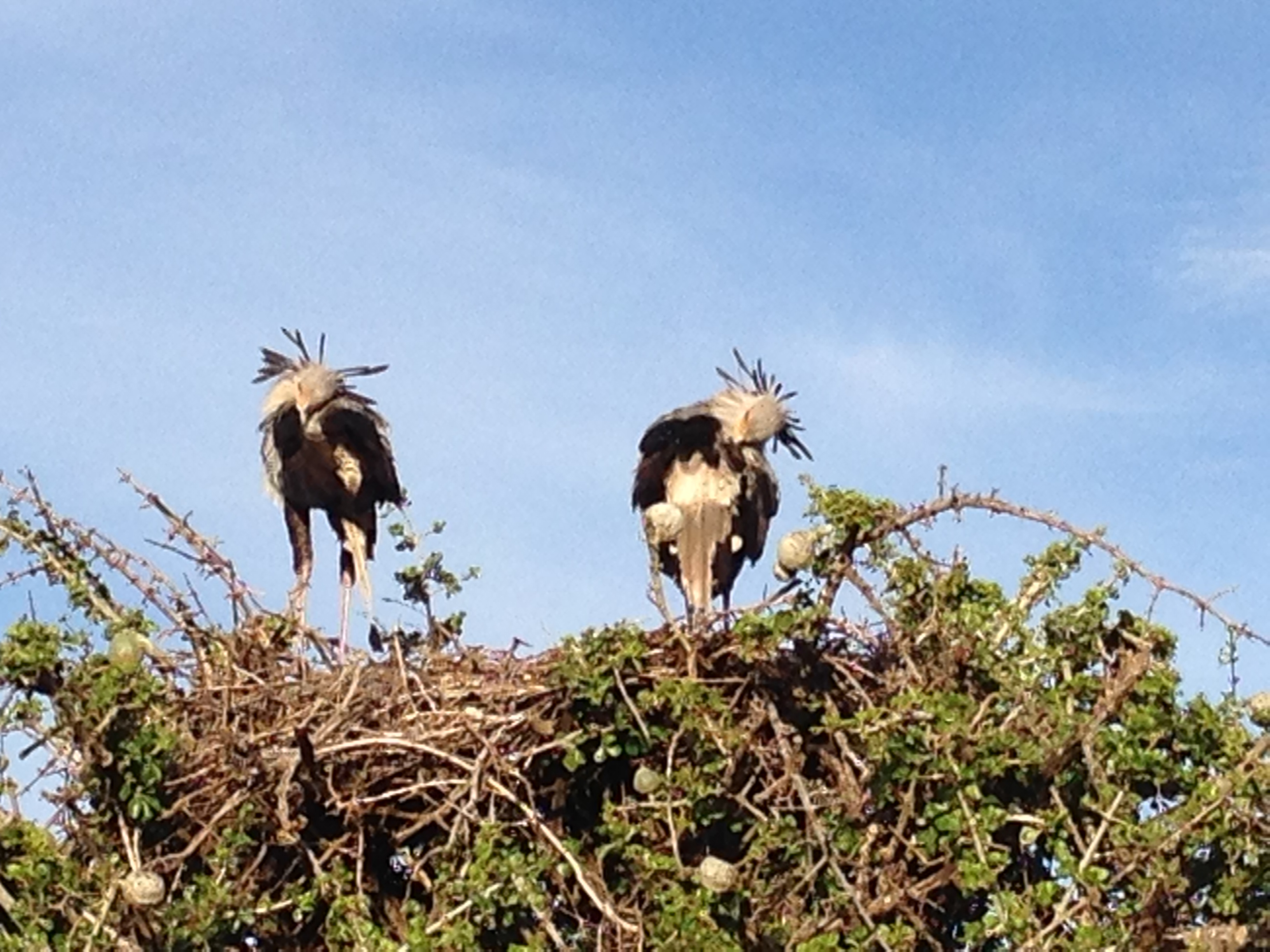
Egy pár a fészkében

A kígyászkeselyű territoriális és monogám faj. Egy-egy pár territóriuma 20–200 km² lehet, melynek kiterjedtsége a régió táplálék-ellátottságának a függvénye. A nagyobb produktivitása területeken a párok helyhez kötöttek, ezzel szemben a változó termékenységű területeken csupán mint nomád látogatók jelennek meg az adott élőhely produktivitása csúcsidejében. Éjszakánként egy alacsony fa tetején vagy a fészkükön pihennek, rendszerint a territóriumuk közepén.
Fészkét lapos tetejű fákra építi, sokszor egy alacsony, tüskés akácia tetejére. Egy vagy három zöldes-fehér héjú tojást rak, melyeket 42-46 nap alatt költ ki, s a fiókák további 65-106 napig maradnak a fészken. Tipikus fészekalja három fiókából áll, de ritkán tudja felnevelni mind a hármat. A táplálékhiány sokszor éhezéshez vezet, s ebbe általában a legfiatalabb fióka pusztul el leghamarabb. Mivel a kígyászkeselyű nem képes karmaiban vinni a zsákmányt, a begyébe szedve szállítja azt, és a fiókái számára a fészekben visszaöklendezi. Eleinte az állati eredetű táplálékot feldarabolva adja az apró fiókák csőrébe, vagy visszaöklendezett, félig emésztett folyadékkal eteti őket, de néhány hét elteltével a fiókák már képesek elnyelni a kiöklendezett táplálékot.
A fészeképítésben mindkét szülő részt vesz, a tojásokon is felváltva ülnek, s együtt gondozzák a fiókákat. Amíg egyikük táplálék után jár, a másik a fészekre vigyáz. Ezek a madarak rendszeresen isznak is, ha a víz rendelkezésre áll, és a fiókákat a begyükben szállított vízzel itatják.
A költésre rendszerint az esős időszakban kerül sor. Amennyiben a táplálék-ellátottság bőséges, második, sőt néha harmadik költésre is sor kerül, köztük mindössze néhány hét szünetet tartva. Ez a fajta termékenység, amit csak fokoz a változó fészekaljméret, a kígyászkeselyűt az afrikai szavannák egyik legproduktívabb ragadozó madarává teszi.

## Természetvédelmi helyzete
1968-ban a fajt az Afrikai Természet-és a természeti erőforrások védelméről szóló egyezmény értelmében védetté vált. A Természetvédelmi világszövetség (IUCN) 2016-ban sérülékeny és 2020-ban veszélyeztetett fajok közé sorolta a kígyászkeselyűt az elterjedési területének a közelmúltban bekövetkezett gyors hanyatlása miatt. Bár széles körben elterjedt, elterjedési területén csak gyéren fordul elő; populációját 2016-ban 6700 és 67 000 egyed közöttire becsülték. A Dél-afrikai Köztársaságban 1987 és 2013 között végzett hosszú távú megfigyelések azt mutatták, hogy a populáció országszerte csökkent, még a védett területeken is, például a Kruger Nemzeti Parkban a bozótosok terjeszkedése és a magas növénytakaró növekedése miatt, ami a nyílt területek elvesztését eredményezte, amit a faj előnyben részesít.
A kígyászkeselyűt elsősorban az élőhelyének csökkenése fenyegeti az útépítés miatti széttöredezettség, valamint a gyepek házi jószágok általi túllegeltetése miatt. Feljegyeztek némi alkalmazkodást a megváltozott környezethez, de a populáció még így is csökkenő tendenciát mutat.
Összehangolt tenyésztéssel próbálják meg megmenteni a fajt. Európában az Európai Állatkertek és Akváriumok Szövetsége felügyelete alá tartozó Európai Veszélyeztetett Fajok Programja (EEP) keretében tenyésztik a faj egyedeit.

## Képek

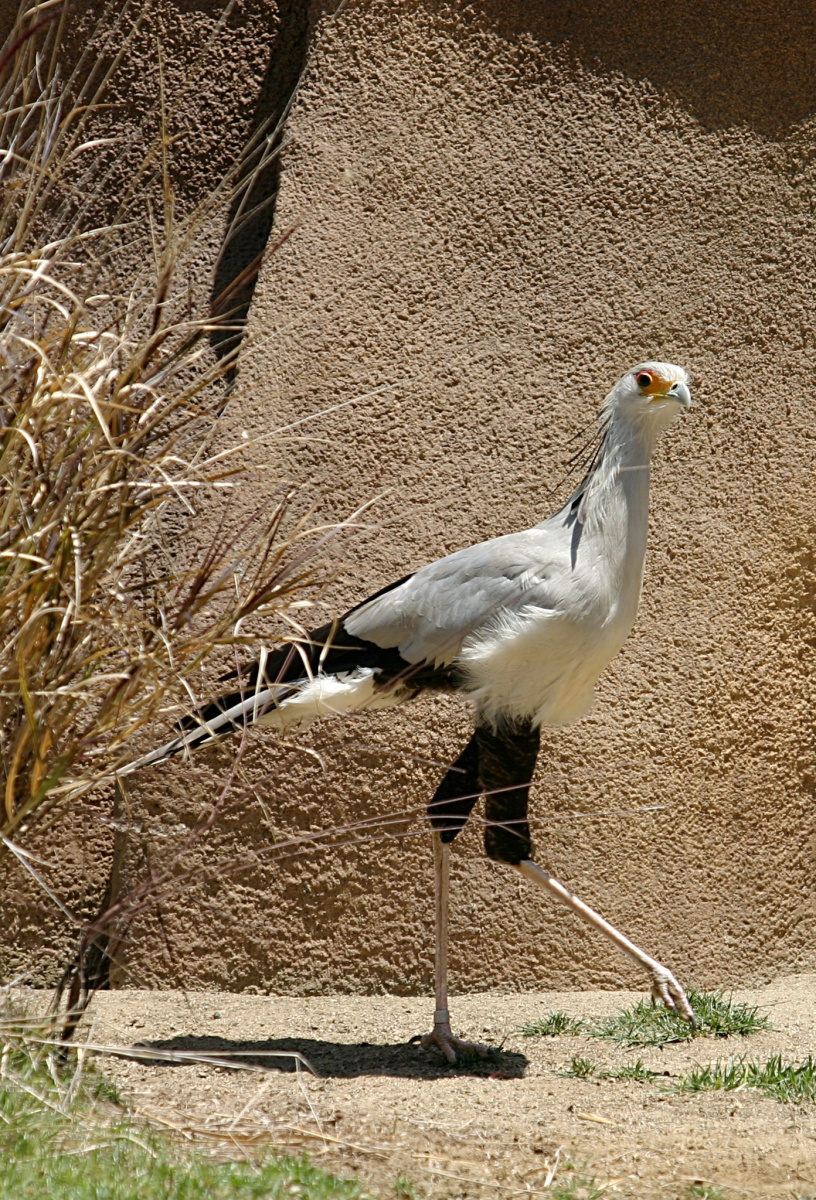
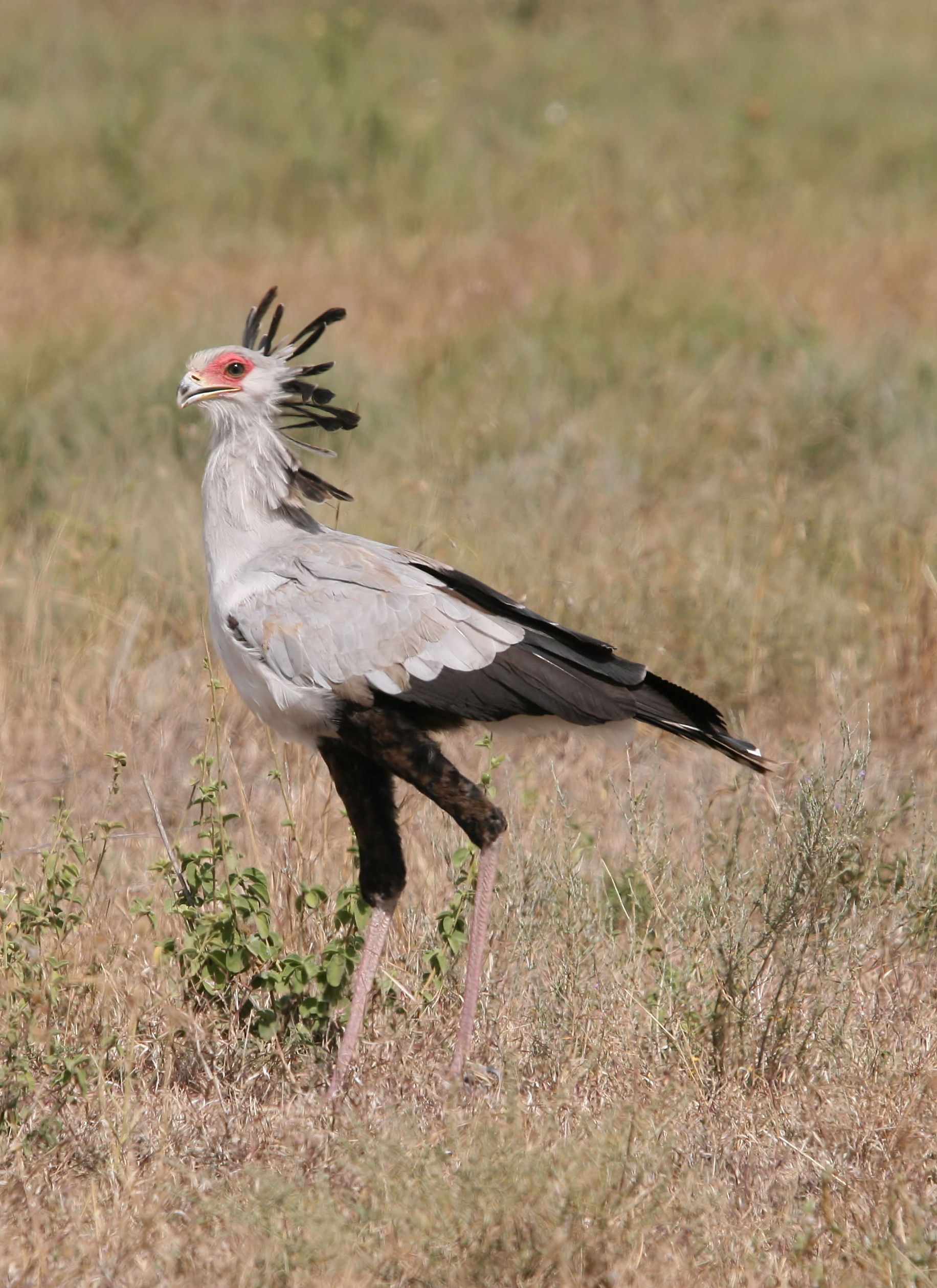
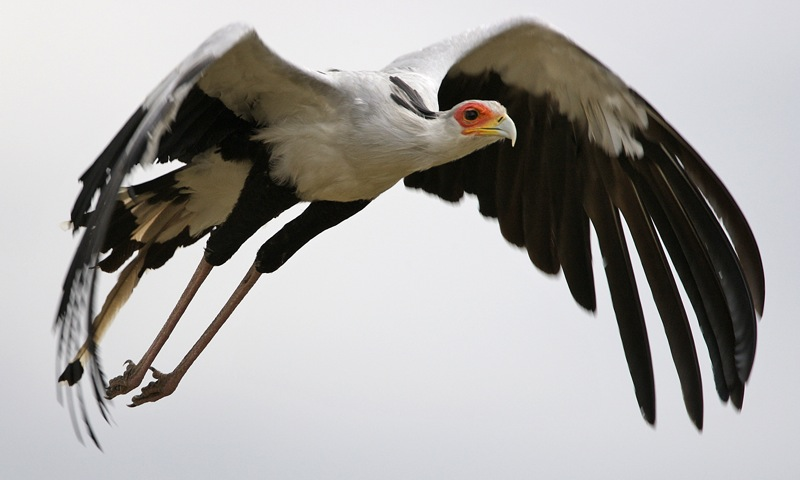
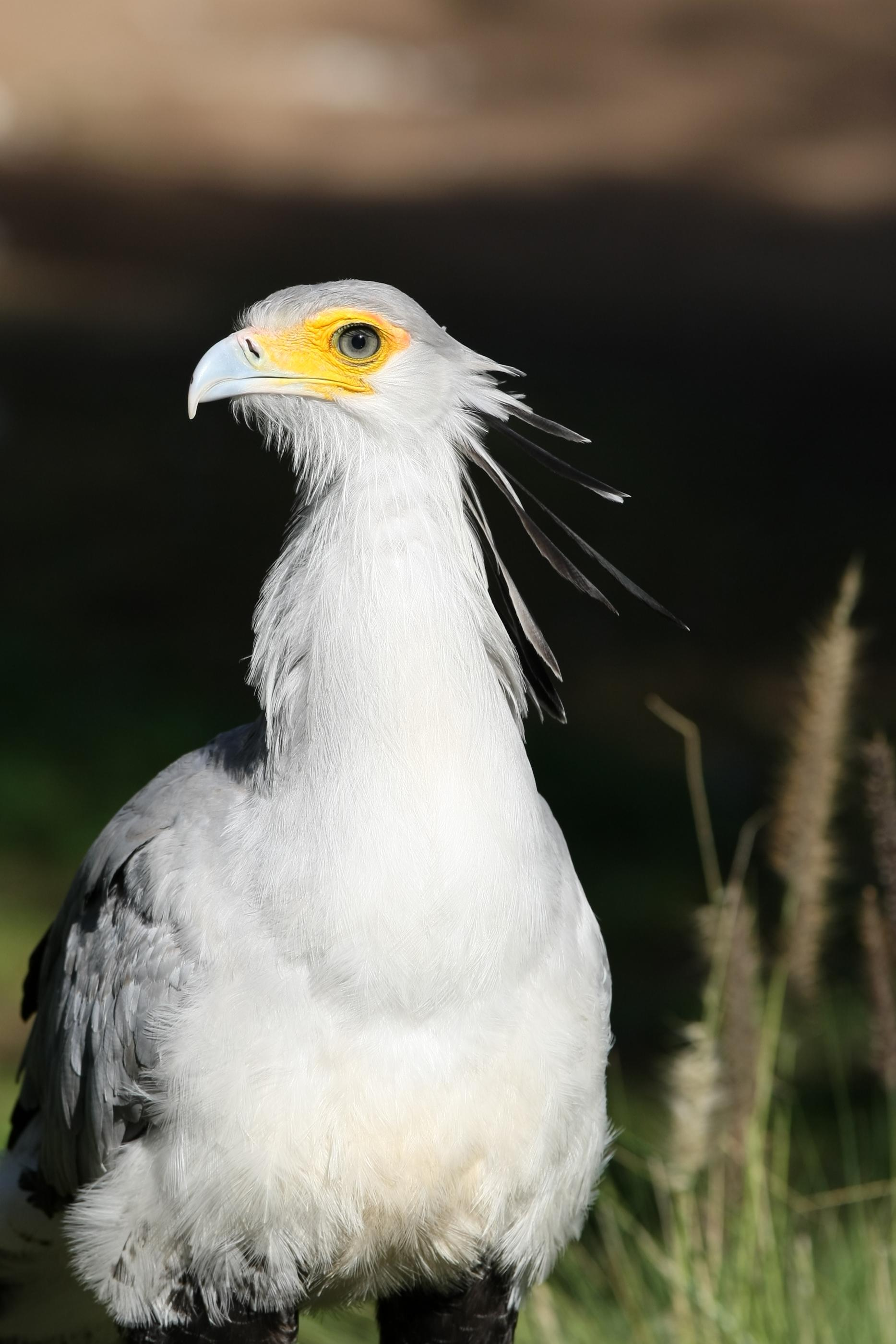

## Fordítás
- Ez a szócikk részben vagy egészben  a   Secretarybird című angol Wikipédia-szócikk fordításán alapul.  Az eredeti cikk szerkesztőit annak laptörténete sorolja fel. Ez a jelzés csupán a megfogalmazás eredetét és a szerzői jogokat jelzi, nem szolgál a cikkben szereplő információk forrásmegjelöléseként.